# Rosse waaierstaart
De rosse waaierstaart (Cercotrichas galactotes, synoniem: Erythropygia galactotes) is een zangvogel uit de familie vliegenvangers (Muscicapidae). De vogel lijkt niet op een vliegenvanger, maar meer op een klein soort lijster. Het is een vogel die voorkomt in Zuidoost-Europa en Turkije en verder in West-Azië en Afrika.

## Kenmerken
De rosse waaierstaart is 15 tot 17 centimeter lang, het is een slanke vogel met relatief lange poten en het uiterlijk van een lijsterachtige. De vogel is herkenbaar aan zijn lange, kastanjebruine, waaiervormig staart die aan de brede onderkant afwisselend zwarte en wit gevlekt is. De vogel is van boven roodachtig bruin tot bruingrijs en van onder zandkleurig. De  rosse waaierstaart heeft ook een duidelijke witte wenkbrauwstreep en daaronder een zwarte oogstreep.

## Ondersoorten en verspreiding
Er zijn vijf ondersoorten:
- C. g. galactotes (westelijke rosse waaierstaart) (Iberisch schiereiland, Noord-Afrika, Israël en ZW-Syrië)
- C. g. syriaca (Balkan tot W-Turkije, W-Syrië en Libanon)
- C. g. familiaris (ZO-Turkije, Irak, NO-Arabië tot Kazachstan, O-Afghanistan en W-Pakistan)
- C. g. minor (Senegal en Gambia tot N-Somalië)
- C. g. hamertoni (O-Somalië)

Bij de nominaat C. g. galactotes is de bovenkant voskleurig bruinrood. Deze vorm heeft misschien ooit in Zuid-Frankrijk gebroed, maar wordt er nu zelden waargenomen. De ondersoorten in Europa en het Midden-Oosten zijn trekvogels die in de winter naar zuidelijkere gebieden trekken.

### Voorkomen in West-Europa
De rosse waaierstaart is een dwaalgast in Noordwest-Europa. De enige drie bevestigde waarnemingen uit Nederland werden in september 2013, september 2016 en september 2020 gedaan.

## Leefgebied en -gewoonten
De rosse waaierstaart komt voor in tuinen, wijngaarden, palm- en olijfplantages. Hij valt op door zijn gedrag, als hij in struikgewas zit, of op de grond rondhipt laat hij de vleugels wat hangen en houdt zijn opvallende, waaiervormige staart loodrecht omhoog.
De rosse waaierstaart gedraagt zich vaak heimelijk, maar is niet bijzonder schuw. Hij zingt op de opvallende plaatsen zoals telefoondraden of in een geleidelijk dalende baltsvlucht. De zang doet een beetje denken aan de zang van de veldleeuwerik. De roep is een hard "tèk".
De rosse waaierstaart foerageert op wormen, mieren, kevers en fruit. Het nest bevindt zich in heggen van de vijgcactus en palmbosjes. Het nest is gemaakt van gras en takjes en bevindt zich veelal twee meter boven de grond.

## Status
De grootte van de populatie werd in 2015 geschat op 4 tot 13 miljoen individuen. De aantallen blijven waarschijnlijk stabiel. Om deze reden staat de rosse waaierstaart als niet bedreigd op de Rode Lijst van de IUCN.